# Gracillaria japonica
Gracillaria japonica là một loài bướm đêm thuộc họ Gracillariidae. Nó được tìm thấy ở Nhật Bản (Honshū).
Sải cánh dài 9.8–13 mm.
Ấu trùng ăn Ligustrum obtusifolium và Ligustrum tschonoskii. Chúng ăn lá nơi chúng làm tổ.